# Elegy
Elegy este episodul 20 al serialului american Zona crepusculară. A fost difuzat pe 19 februarie 1960 pe CBS.

## Intriga
Spre finalul secolului XXII, astronauții Meyers, Webber și Kirby decid să aterizeze pe un asteroid îndepărtat după ce au rămas fără combustibil. Aceștia descoperă că noua lume este asemănătoare celei de pe Pământ, în ciuda distanței de 655 de milioane de mile; totuși, civilizația aparține unei epoci trecute și există doi sori. Primul loc pe care îl întâlnesc este o fermă, iar un fermier este observat de aceștia în depărtare. Încearcă să-i atragă atenția, dar realizează că este imobil.
Astronauții descoperă un oraș și încep să exploreze. Sunt speriați de atmosfera așezării și de împrejurimi, orașul fiind populat de ființe umane imobile, parcă înghețate în timp. Pornind spre centrul orașului, grupul este uimit să întâlnească o persoană care poate mișca și comunica: acesta este „Jeremy Wickwire”, îngrijitorul orașului. Binevoitor, Wickwire le explică astronauților că asteroidul pe care au aterizat este un cimitir exclusivist numit „Happy Glades”, fondat în 1973, unde bogații își pot trăi toate fanteziile după moarte. Numai o mică parte din oamenii întâlniți sunt decedați. Restul sunt elemente de recuzită necesare pentru diversele scenete. Aceștia îi aduc la cunoștință că un război nuclear a distrus o mare parte din Pământ în 1985 și că a fost nevoie de 200 de ani ca mediul să devină din nou inofensiv. Wickwire îi servește pe cei trei cu Liebfraumilch⁠(d), ține un toast și îi întreabă care sunt cele mai mari dorințe ale lor. Toți răspund că și-ar ori să fie pe nava lor în drum spre casă. La scurt timp după conversație, realizează că băuturile lor au fost otrăvite cu ceea ce Wickwire numește „fluid care eternizează”. În timp ce-i privește pe muribunzi, acesta - un android rămas în stare inactivă timp de aproximativ 200 de ani și însărcinat cu curățarea și întreținerea unor ceasuri - își cere scuze, explicându-le că este sarcina sa să asigure pacea și liniștea la „Happy Glades”. Într-un scenă amenințătoare filmată în prim-plan, Wickwire menționează că aceștia „sunt oameni, iar atâta timp cât există oameni, nu va fi pace”.
Mai târziu, Wickwire îi poziționează pe astronauții îmbălsămați în nava lor, așezându-i la posturile lor exact așa cum și-au dorit aceștia. În scena finală, Wickwire intră într-una dintre clădirile impunătoare din Happy Glades, probabil devenind din nou inactiv pentru totdeauna sau cel puțin până când alți astronauți aterizează în lumea sa.